# Kabinett Craxi I
Das Kabinett Craxi I wurde nach den Parlamentswahlen vom 27. Juni 1983 am 4. August 1983 vereidigt und regierte Italien bis zum 1. August 1986. Bettino Craxi war der erste sozialistische Ministerpräsident der seit 1946 bestehenden Italienischen Republik. Seine Regierung stützte sich auf eine Fünf-Parteien-Koalition (Pentapartito) bestehend aus Christdemokraten  (DC),  Sozialisten (PSI), Sozialdemokraten (PSDI), Republikanern (PRI) und Liberalen (PLI). Craxis erstes Kabinett stürzte wegen einer Abstimmungsniederlage im Parlament und wurde vom Kabinett Craxi II abgelöst, in dem etliche Minister der Vorgängerregierung wieder vertreten waren.

## Kabinettsliste

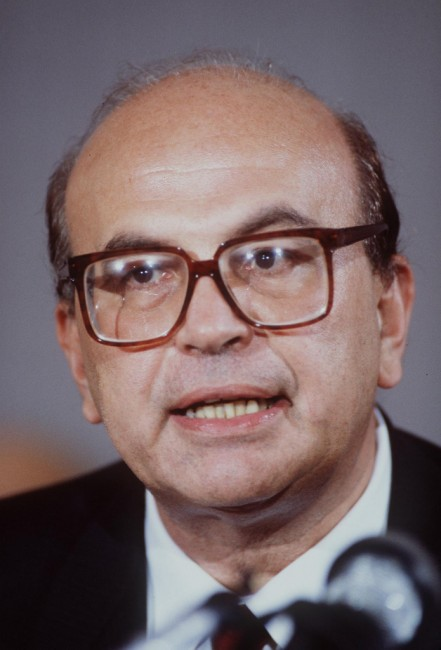
Bettino Craxi

| Ministerien                         | Name | Partei        |
| ----------------------------------- | --- | ------------- |
| Ministerpräsident                   | Bettino Craxi | PSI           |
| Stellvertretender Ministerpräsident | Arnaldo Forlani | DC            |
| Äußeres                             | Giulio Andreotti                                                                                                   | DC            |
| Inneres                             | Oscar Luigi Scalfaro                                                                                               | DC            |
| Justiz                              | Mino Martinazzoli                                                                                                  | DC            |
| Verteidigung                        | Giovanni Spadolini                                                                                                 | PRI           |
| Haushalt                            | Pietro Longo (bis 13. Juli 1984) Bettino Craxi (ad interim bis 30. Juli 1984) Pier Luigi Romita (ab 30. Juli 1984) | PSDI PSI PSDI |
| Finanzen                            | Bruno Visentini | PRI           |
| Schatz                              | Giovanni Goria | DC            |
| Staatsbeteiligungen                 | Clelio Darida | DC            |
| Landwirtschaft                      | Filippo Maria Pandolfi                                                                                             | DC            |
| Öffentliche Arbeiten                | Franco Nicolazzi                                                                                                   | PSDI          |
| Verkehr                             | Claudio Signorile                                                                                                  | PSI           |
| Handelsmarine                       | Gianuario Carta | DC            |
| Industrie                           | Renato Altissimo                                                                                                   | PLI           |
| Außenhandel                         | Nicola Capria | PSI           |
| Post                                | Antonio Gava | DC            |
| Gesundheit                          | Costante Degan | DC            |
| Arbeit und Soziales                 | Gianni De Michelis                                                                                                 | PSI           |
| Kulturgüter und Umwelt              | Antonio Gullotti                                                                                                   | DC            |
| Bildung                             | Franca Falcucci | DC            |
| Tourismus und Veranstaltungen       | Lelo Lagorio | PSI           |
| Minister ohne Geschäftsbereich      | Name | Partei        |
| Regionen                            | Pier Luigi Romita (bis 30. Juli 1984) Carlo Vizzini (ab 30. Juli 1984)                                             | PSDI          |
| Forschung                           | Luigi Granelli | DC            |
| Europapolitik                       | Francesco Forte (bis 9. Mai 1985) Loris Fortuna (ab 9. Mai 1985)                                                   | PSI           |
| Zivilschutz                         | Vincenzo Scotti (bis 26. März 1984) Giuseppe Zamberletti (ab 26. März 1984)                                        | DC            |
| Verwaltung                          | Remo Gaspari | DC            |
| Süditalien                          | Salverino De Vito                                                                                                  | DC            |
| Beziehungen zum Parlament           | Oscar Mammì | PRI           |
| Ökologie                            | Alfredo Biondi (bis 31. Juli 1985) Valerio Zanone (ab 31. Juli 1985)                                               | PLI           |